# Francsics Norbert
Francsics Norbert Jakab (Győr, 1848. december 2. – Pápa, 1921. január 16.) bencés szerzetes, gimnáziumi tanár, országgyűlési képviselő.

## Élete
Nádorvárosi polgári család sarjaként született 1848-ban. 1873 és 1885 között tanárként működött, majd házfőnök és iskolaigazgató lett szülővárosában. Igazgatói működése idején felépült az új gimnázium, ő szerkesztette az iskola évkönyvét.
Miután a város országgyűlési képviselője, Baross Gábor miniszter 1892. május 9-én elhunyt, a parlamenti hely betöltésére kiírt időközi választást a Szabadelvű Párt jelöltjeként Francsics megnyerte, mandátumát június 10-én kezdte meg. 1894 januárjában az első Wekerle-kormány körül kialakult egyházpolitikai küzdelmek hatására kilépett a kormánypártból, a ciklus hátralévő idejére független képviselőként politizált (az 1896-os választások után Batthyány Lajos későbbi fiumei kormányzó váltotta Győr országgyűlési képviselőjeként).
1896 és 1904 között a mai Dobó István Gimnázium főigazgatója volt, Hóman Ottót váltva. Ezzel egyetemben kinevezték a Pestvidéki kir. tankerület főigazgatójává is 1897-től. 1904-től haláláig bakonybéli apát volt.

## Művei
- I–III. hitszónoklata a Szent Márton községi templomban. Győr, 1871
- A győri Szentbenedekrendi Főgymnasium új épületének ismertetése. Győr, 1889